# Mazé-Milon
Mazé-Milon – gmina we Francji, w regionie Kraj Loary, w departamencie Maine i Loara. W 2013 roku liczba ludności wynosiła 5578 mieszkańców.
Gmina została utworzona 1 stycznia 2016 roku z połączenia dwóch wcześniejszych gmin: Fontaine-Milon oraz Mazé. Siedzibą gminy została miejscowość Mazé.